# Villar del Campo
Villar del Campo è un comune spagnolo di 36 abitanti situato nella comunità autonoma di Castiglia e León.